# Vouzance
Die Vouzance ist ein Fluss in Frankreich, der im Département Allier in der Region Auvergne-Rhône-Alpes verläuft. Sie entspringt im Gemeindegebiet von Loddes, entwässert anfangs in östlicher Richtung schwenkt dann nach Nordost und Nord und mündet nach rund 41 Kilometern unterhalb von Molinet als linker Nebenfluss in die Loire. Im Mündungsbereich unterquert die Vouzance den Canal latéral à la Loire, der hier die Loire als Seitenkanal begleitet.

## Orte am Fluss
- Loddes
- Lenax
- Neuilly-en-Donjon
- Saint-Léger-sur-Vouzance
- Molinet